# イーストウッド・ラグビー
イーストウッド・ラグビー（英: Eastwood Rugby）は、オーストラリア・ニューサウスウェールズ州シドニー都市圏のライドを拠点とするラグビーユニオンチーム。シュートシールドに所属。

## 概要
1947年、イーストウッド・ディストリクトRUFCとして創設。
ニューサウスウェールズ州における最高峰リーグであるシュートシールドに所属。

## タイトル
2022年10月現在
- シュートシールド
  - 優勝 6回：1999, 2002, 2003, 2011, 2014, 2015

## 歴代所属選手
- シオネ・ピウカラ
- ラシー・アンダーソン
- マーク・ナワンガニタワシ
- フリッツ・タバナ